# Enzo Calderari

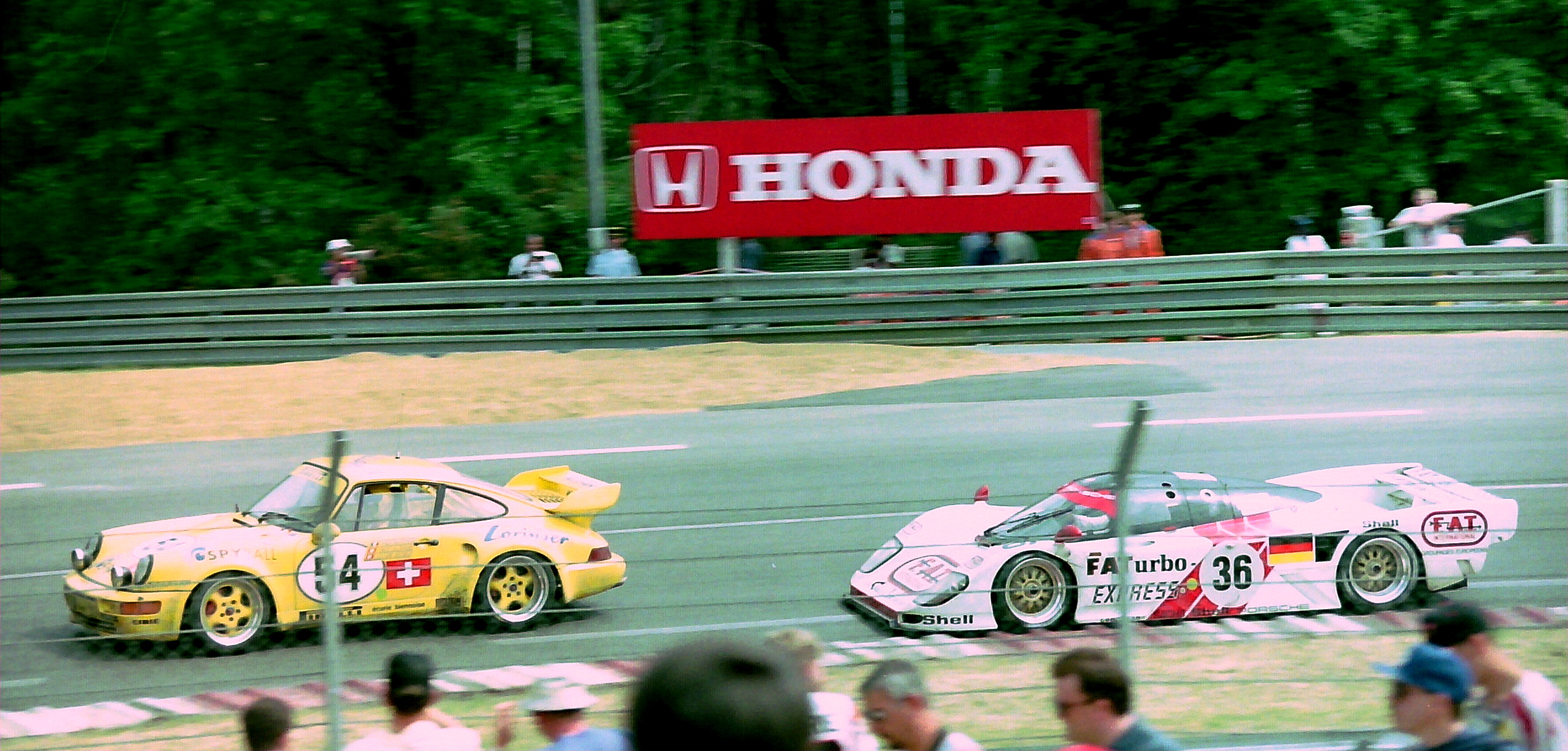
Der Porsche 911 Carrera RSR (links) von Lilian Bryner, Renato Mastropietro und Enzo Calderari beim 24-Stunden-Rennen von Le Mans 1994

Enzo Calderari (* 18. April 1952 in Bienne) ist ein Schweizer Unternehmer und ehemaliger  Autorennfahrer.

## Karriere
Enzo Calderari ist der Sohn von Jacques Calderari, der in den 1960er-Jahren als Sportwagenpilot aktiv war. Der Sohn, im Brotberuf Immobilienmakler, kann auf eine fast 30 Jahre dauernde Karriere als Rennfahrer zurückblicken. Er begann in den 1970er-Jahren mit dem GT- und Tourenwagensport und wurde 1980 gemeinsam mit Marco Vanoli Gesamtsechster der Tourenwagen-Europameisterschaft (Gesamtsieger Helmut Kelleners und Siegfried Müller junior). Neben weiteren Einsätzen in der Tourenwagen-Europameisterschaft ging er in der Deutschen Rennsport-Meisterschaft und der Sportwagen-Weltmeisterschaft an den Start.
1992 sicherte er sich vor Stefan Oberndorfer die Gesamtwertung der Porsche Carrera Trophy 1992 und wurde 1993 hinter Altfrid Heger Vizemeister im Porsche Supercup. Weitere Erfolge feierte er in der FIA-GT-Meisterschaft, wo er 2004 auf einem von der BMS Scuderia Italia gemeldeten Ferrari 550 Maranello Gesamtfünfter in der Meisterschaft wurde. In diesem Jahr feierte er auch den Gesamtsieg beim 24-Stunden-Rennen von Spa-Francorchamps.
Fünfmal war der beim 24-Stunden-Rennen von Le Mans am Start. Sein Debüt gab er 1985 und seine beste Platzierung im Schlussklassement feierte er 1994 mit seiner damaligen Stamm-Copiloten Lilian Bryner und dem Italiener Renato Mastropietro, als er Gesamtneunter wurde. Seine letzte aktive Saison hatte er 2009 in der italienischen Tourenwagen-Meisterschaft, dann trat er vom aktiven Rennsport zurück.

## Statistik

### Le-Mans-Ergebnisse
| Jahr | Team                 | Fahrzeug                  | Teamkollege        | Teamkollege         | Platzierung | Ausfallgrund |
| ---- | -------------------- | ------------------------- | ------------------ | ------------------- | ----------- | ------------ |
| 1985 | Angelo Pallavicini   | BMW M1                    | Angelo Pallavicini | Marco Vanoli        | Ausfall     | Motorschaden |
| 1993 | Cartronic Motorsport | Porsche 911 Carrera 2 Cup | Lilian Bryner      | Luigino Pagotto     | Ausfall     | Unfall       |
| 1994 | Écurie Biennoise     | Porsche 911 Carrera       | Lilian Bryner      | Renato Mastropietro | Rang 9      |              |
| 1995 | Stadler Motorsport   | Porsche 911 GT2           | Lilian Bryner      | Andreas Fuchs       | Ausfall     | Unfall       |
| 1997 | Stadler Motorsport   | Porsche 911 GT2           | Lilian Bryner      | Angelo Zadra        | Ausfall     | Ölleck       |

### Sebring-Ergebnisse
| Jahr | Team               | Fahrzeug                | Teamkollege   | Teamkollege         | Platzierung | Ausfallgrund |
| ---- | ------------------ | ----------------------- | ------------- | ------------------- | ----------- | ------------ |
| 1993 | Cigarette Racing   | Porsche 911 Carrera 2   | Ronny Meixner | Luigino Pagotto     | Rang 17     |              |
| 1994 | Ecurie Biennoise   | Porsche 911 Carrera RSR | Lilian Bryner | Renato Mastropietro | Rang 9      |              |
| 1996 | Stadler Motorsport | Porsche 911 Carrera RSR | Lilian Bryner | Ulli Richter        | Ausfall     | Motorschaden |
| 1997 | Stadler Motorsport | Porsche 911             | Lilian Bryner | Ulli Richter        | Rang 14     |              |

### Einzelergebnisse in der Sportwagen-Weltmeisterschaft
| Saison | Team                                                 | Rennwagen                       | 1   | 2   | 3   | 4   | 5   | 6   | 7   | 8   | 9   | 10  | 11  | 12  | 13  | 14  | 15  | 16  | 17  |
| ------ | ---------------------------------------------------- | ------------------------------- | --- | --- | --- | --- | --- | --- | --- | --- | --- | --- | --- | --- | --- | --- | --- | --- | --- |
| 1977   | Angelo Pallavicini                                   | Porsche 934                     | DAY | MUG | DIJ | MON | SIL | NÜR | VAL | PER | WAT | EST | LEC | MOS | IMO | SAL | BRH | HOK | VAL |
| 1977   | Angelo Pallavicini                                   | Porsche 934                     |     |     |     |     |     |     |     |     |     |     |     |     | 10  |     |     |     |     |
| 1978   | Meccarillos Racing Pallvano Corse Angelo Pallavicini | Porsche 934                     | DAY | SEB | MUG | TAL | DIJ | SIL | NÜR | LEM | MIS | DAY | WAT | VAL | ROD |     |     |     |     |
| 1978   | Meccarillos Racing Pallvano Corse Angelo Pallavicini | Porsche 934                     |     |     |     |     | 8   |     |     |     |     |     | 18  | 10  |     |     |     |     |     |
| 1979   | Lubrifilm Racing Ecurie Biennoise Angelo Pallavicini | Porsche 934 Porsche Carrera RSR | DAY | SEB | MUG | TAL | DIJ | RIV | SIL | NÜR | LEM | PER | DAY | WAT | SPA | BRH | ROA | VAL | ELS |
| 1979   | Lubrifilm Racing Ecurie Biennoise Angelo Pallavicini | Porsche 934 Porsche Carrera RSR | 10  |     | 6   |     | 10  |     |     | 10  |     | DNF |     |     |     | 8   |     | 7   |     |
| 1980   | Eggenberger Motorsport                               | BMW 320                         | DAY | BRH | SEB | MUG | MON | RIV | SIL | NÜR | LEM | DAY | WAT | SPA | MOS | ROA | VAL | DIJ |     |
| 1980   | Eggenberger Motorsport                               | BMW 320                         |     |     |     |     |     |     |     |     |     |     |     | DNF |     |     |     |     |     |
| 1982   | BMW Italia Enzo Calderari                            | BMW M1                          | MON | SIL | NÜR | LEM | SPA | MUG | FUJ | BRH |     |     |     |     |     |     |     |     |     |
| 1982   | BMW Italia Enzo Calderari                            | BMW M1                          | DNF |     | 3   |     | DNF |     |     |     |     |     |     |     |     |     |     |     |     |
| 1985   | Angelo Pallavicini                                   | BMW M1                          | MUG | MON | SIL | LEM | HOK | MOS | SPA | BRH | FUJ | SEL |     |     |     |     |     |     |     |
| 1985   | Angelo Pallavicini                                   | BMW M1                          | DNF |     |     |     |     |     |     |     |     |     |     |     |     |     |     |     |     |
| 1988   | Team Salamin                                         | Porsche 962                     | JER | JAR | MON | SIL | LEM | BRÜ | BRH | NÜR | SPA | FUJ | SAN |     |     |     |     |     |     |
| 1988   | Team Salamin                                         | Porsche 962                     | 9   |     |     |     |     |     |     |     |     |     |     |     |     |     |     |     |     |